# فهرست ارمنی‌های اهل ترکیه

## فهرست

### هنر و سرگرمی
- شاهان آرتسرونی، نوازندهٔ پیانو
- هایکو جپکین، موسیقیدان
- ژاکلین چارکچی، متزوسوپرانو
- آردو تونجبویاجیان، خواننده
- آرا گولر، عکاس خبری
- ژاک ایخمالیان، نقاش
- جم کاراجا، نوازنده راک (مادر ارمنی)
- اودی هراند گنگولیان، نوازندهٔ عود
- یاشار کورت، هنرمند راک
- گارو مافیان، نوازنده
- عدیله ناشط، بازیگر (مادر ارمنی)
- کنان پارس، بازیگر
- روهی سو، نوازندهٔ محلی
- نوبار ترزیان، بازیگر
- اونو تونچ، نوازنده
- آردو تونجبویاجیان، نوازنده (برادر اونو تونچ)
- سارگیس زابونیان (به اختصار با نام سارگیس هم شناخته می‌شود)، هنرمند

### دین
- مسروب دوم موتافیان
- لوون زکیان

### علوم
- دارون عاجم‌اوغلو، اقتصاددان، برندهٔ مدال جان بیتس کلارک ۲۰۰۵
- هاگوپ مارتایان، زبان‌شناس و دبیرکل اول انجمن زبان ترکی

### ورزش‌ها
- جان آرات، بازیکن فوتبال
- آلن مارکاریان، روزنامه‌نگار
- آراز اوزبیلیس، بازیکن فوتبال (فوتبال) که برای تیم ملی ارمنستان بازی می‌کند

### نویسندگان
- آرات دینک فرزند هرانت دینک، سردبیر آگوس
- هرانت دینک، سردبیر سابق هفته نامه آگوس
- اتیان ماهجوپیان، نویسنده، سردبیر آگوس
- مگردیچ مارکوسیان، نویسنده
- هراند نازاریانتس، روزنامه‌نگار و شاعر
- سوان نشانیان، نویسنده
- زاهراد، شاعر

### دیگر
- سلینا اوزون دوغان، حقوقدان و سیاستمدار
- برژ تورکر کرستچیان، مدیر اجرایی بانک، سیاستمدار
- ماتیلد مانوکیان، بازرگان، فاحشه خانه‌دار
- کارو پایلان، سیاستمدار
- در پاسخ به بمب‌گذاری‌های ارتش سری ارامنه برای آزادی ارمنستان آرتین پنیک خودکشی کرد.